# Джузепе Меаца (стадион)
 Тази статия е за стадион „Джузепе Меаца“.  За футболиста вижте Джузепе Меаца.  За селото в Северна Италия вижте Сан Сиро (Италия).
Стадион „Джузепе Меаца“ (на италиански: Stadio Giuseppe Meazza), известен също като „Сан-Сиро“ (на италиански: San Siro), е футболен стадион, разположен в Зона 7 на град Милано, Италия. Той е домашен терен на футболните клубове „Милан“ и „Интер“. Наречен е в чест на двукратния световен шампион Джузепе Меаца.
Има 81 277 седящи покрити места .

## История

### 1925–1979
През 1925 година по настояване на Пиеро Пирели (президент на „Милан“) започва построяването на футболен стадион в близост до хиподрума в Милано. Проектът е на инженер Алберто Куджини и архитект Улисе Стакини, състои се от четири праволинейни трибуни несвързани помежду си (една от които частично покрита), а капацитетът е 35 000 зрители.
Първоначално (1926 – 1980) стадионът придобива името си от квартала, в който се издига и който от своя страна дължи името си на една вече несъществуваща малка църква посветена на този светец, а именно Сан Сиро (Сан=Санто=Светец).
На 19 септември 1926 в чест на официалното му откриване се състои мачът между отборите на Интер и Милан, завършил 6 – 3 в полза на гостите (Интер).
Създаден и финансиран от президента на Милан, за да приюти домакинските срещи на отбора, стадионът бива закупен от общината през 1935. Три години по-късно, под ръководството на инженер Бертера и архитект Перласка, започват работите по разширяването му, състоящи се в построяването на четирите свързващи трибуните извивки и разширяването на двете централни трибуни. Резултат – 55 000 места. От футболен сезон 1947/1948 стадионът е сцена на домакинските срещи и на Интер.
Второто разширяване (1955) е по проект на инженер Феручо Калцолари и архитект Армандо Ронка. То довежда до драстична промяна. Построено е второ ниво трибуни, което е разположено над вече съществуващите и по този начин отчасти ги покрива. Капацитетът се покачва и достига 100 000 зрители, но поради разпоредби във връзка със сигурността (трудности в случай на евентуални безредици или евакуация) е намален на 85 000 места, от които около 60 000 седящи. Архитектурният облик е модернизиран чрез спираловидните рампи, позволяващи достъпа до второто ниво трибуни.
През 1957 година е реализирана система за осветление на стадиона, позволяваща да се играе и вечер. През 1958 година дебютира електронното светлинно табло.

### 1980–1999
1980 – седем месеца след смъртта на Джузепе Меаца (считан за най-добрия италиански футболист) „храмът на италианския футбол“ (както всички определят стадион Сан Сиро) е наречен в негова памет „Джузепе Меаца“.
1990 – Италия е домакин на Световното първенство по футбол. По повод на това събитие общинският съвет на Милано, след като оставя настрана идеята за построяването на нов стадион решава да даде ход на една дълбока реконструкция на вече съществуващия „Джузепе Меаца“.
Основната идея е да се построи трето ниво трибуни и да се покрият 100% от местата за седящи зрители. Проектът, работа на архитектите Джанкарло Рагаци, Енрико Хофер и инженер Лео Финци предвижда да се разположат около вече съществуващата постройка независими подпори, върху които да бъде положено новото ниво. С тази цел биват построени от армиран бетон единадесетте цилиндрични кули. Те позволяват достъпът на зрителите до новите трибуни, четири от тях служат за опора на мрежата от греди служеща за покритие на стадиона, а във вътрешността им са разположени различни помещения за обществени нужди (бар, VC и т.н.).
Цветът на седалките разграничава четирите сектора на които е разделен стадионът: червено и оранжево за централните трибуни, зелено и синьо за трибуните разположени по извивките. 85700 места за седящи зрители, всички покрити. За да се постигне максимален комфорт на зрителите, покритието е изработено от поликарбонатни плоскости разположени върху системата от греди представляващи покрива на стадиона. Частта от покрива намираща се над игрището, умишлено е оставена без покритие, за да даде възможност срещите все пак да се провеждат в напълно естествени условя.
Създадена е нова осветителна система както и отоплителна система на тревната покривка, чрез която да се държи под постоянен контрол температурата на терена и по този начин да се предотврати формирането на лед.
На 8 юни 1990 стадионът е домакин на футболната среща, откриваща Световното първенство по Футбол, състояла се между отборите на Камерун и Аржентина – завършила с неочаквана победа (1 – 0) над аржентинския отбор, който все пак достига до сребърния медал на това първенство.
Оттогава стадионът претърпява и други изменения, повечето от които свързани с повишаването на сигурността на зрителите, застрашена от все по-високото ниво на насилие и безредици от страна на екстремистки групи „футболни запалянковци“.

### 2000–2008

#### Sky Box и Sala Executive Club
През 2002 биват построени първите двадесет Sky Box (архитекти: Джанкарло Рагаци и Карло Биавати). Те са тридесет и предлагат максимален комфорт. Някои от услугите предлагани в тях са: първокласен катеринг предлагащ топли и студени ястия, изискано обзавеждане включващо телевизор от най-ново поколение, голяма маса подходяща за провеждане на събрания и срещи, сервитьор, собствен хигиенен възел и кухненски бокс.
Скай Боксовете са разположени във вътрешната част, по дължина на централните трибуни от първо ниво. Пред всеки един от тях са разположени удобни малки кресла на разположение на техните обитатели, за една перфектна видимост на игрището. Само собствениците на Sky Box намиращи се по дължина на червената трибуна имат право на свободен достъп до Sala Executive Club, който се намира под червената трибуна и освен безукорните топли и студени ястия предлагани преди, след и по време на срещата, разполага и с множество екрани позволяващи наблюдаването на директно предаваните мачове, както и интервютата след края на срещите. Разполага със 725 места (400 от които седящи) и е дело на архитектите Джанкарло Рагаци и Карло Биавати. Най-приятното качество на този ресторант за един любител на футбола е фактът че цялата му страна намираща се по дължината и на нивото на игрището е от стъкло. Запазен е за феновете, разполагащи с годишен абонамент за почетната трибуна, ложите и скай боксовете от червената трибуна.

#### Ложи
Червената трибуна намираща се на първо ниво съдържа 24 ложи които представляват една запазена зона с около 180 места които освен с перфектна видимост към игрището са снабдени и с монитори LCD. Оранжевата трибуна намираща се на първо ниво има 9 такива ложи побиращи 36 зрители.

#### Игрище
Игрището е с размери 105 на 68 метра и няма лекоатлетна.
Неотдавна, за поддържане на тревната площ във възможно най-добро състояние е инсталирано устройство наречено Коверфлекс (Coverflex) при задействането на което цялата площ над терена се покрива със специални полупрозрачни, непромокаеми платна отстоящи на около осем метра от земната повърхност (образуващи един вид оранжерия) с цел да се защити теренът от дъжд, сняг и замръзвания без да се попречва на обичайните дейности по поддържането му.
Максималното разстояние между зрител и терен е в съответствие с английските и немски изисквания. Към 2008 г. стадионът наброява 82955 места + 1354 екстра, всички за седящи зрители и всички покрити.

#### Музей
За всички любители на историята на футбола е на разположение музеят на Интер и Милан намиращ се във вътрешността на стадиона. Създаден от частната колекция на Онорато Аризи и открит на 5 Октомври 1996 той е единствения музей в Италия помещаващ се във вътрешността на един стадион. В него са изложени както множество снимки на незабравими футболисти и незабравими мигове от незабравими срещи, така и купи, трофеи, топки, обувки, оригиналните екипи с които са играли Ривера, Мацола, Пеле, Марадона, статуи в естествен ръст на известни футболисти, многобройни предмети от различно естество свързани с историята на световния футбол. В кинозалата на музея прожектират кратък филм посветен на Милан, Интер и историята на стадионът – серия от моменти в които главните герои са незабравими лица от света на футбола утъпквали тревата на този престижен стадион. Програмата предвижда и организирано посещение във вътрешността на стадиона.

### 2009–2017
През 2012 г. стадионът е модернизиран и определен в IV категория на УЕФА. Капацитетът му става 81 277 места, от които 80 018 обикновени и 1259 екстра .

## Събития

### Футболни прояви
- Световно първенство по футбол – 1934, 1990
- Финал за Купата на Европейските шампиони – 1965, 1970, 2001
- Финал на Шампионска лига на УЕФА – 2016

### Концерти
Концерт на One Direction, част от световното им турне, състоял се на 28.06.2014. Един от най-добрите им концерти през последните 5 години.